# Trentemøller
Anders Trentemøller, noto semplicemente come Trentemøller (Vordingborg, 16 ottobre 1974), è un musicista danese.

## Biografia

### Primi anni,The Last Resort(2003-2008)
Trentemøller ha esordito in campo discografico nel 2003 con l'EP omonimo, pubblicato dalla Naked Music Recordings e contenente i brani In Progress e Le Champagne, entrambi caratterizzati da sonorità deep house. In seguito il DJ è stato supportato dal britannico Pete Tong all'interno del suo programma radiofonico Essential Mix condotto su BBC Radio 1 e intorno allo stesso periodo ha realizzato remix per vari artisti, tra cui quello di Du What U Du di Yoshimoto.
Agli inizi del 2005 il musicista ha reso disponibile l'EP Physical Fraction, contenente il singolo Rykketid, e successivamente ha firmato un contratto discografico con la tedesca Poker Flat Recordings, di proprietà del DJ Steve Bug, con la quale ha pubblicato nello stesso anno gli EP Polar Shift e Sunstroke, usciti rispettivamente ad aprile e ad agosto. Nello stesso anno realizza anche il remix del singolo What Else Is There? dei Röyksopp, pubblicato a novembre.

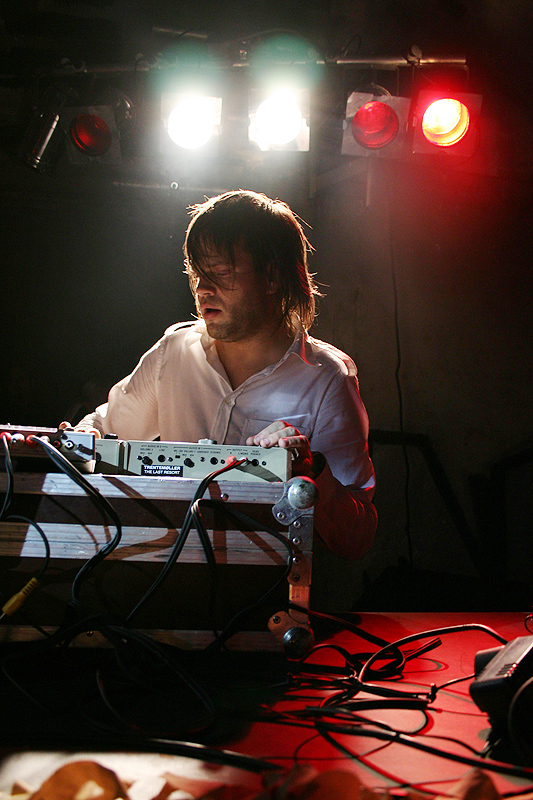
Trentemøller in concerto al Summer Spirit Festival 2006

Nel 2006 è stata la volta di un terzo EP con la Poker Flat, Nam Nam E.P., mentre durante l'anno l'artista è stato premiato come nuova promessa dell'anno ai DJ Award. Nell'ottobre 2006 ha pubblicato l'album di debutto The Last Resort, il quale si caratterizza per la nuova direzione musicale da lui intrapresa, abbandonando le sonorità tech-house in favore di altre che vanno dalla musica d'ambiente alla techno passando per trip hop e downtempo; all'interno del disco figurano i singoli Moan e Miss You, il primo dei quali riscuote un buon successo, giungendo terzo nella classifica danese dei singoli. Sempre nello stesso anno Trentemøller ha vinto il concorso "miglior essential mix del 2006".

### Into the Great Wide Yonder(2010-2012)
Nel 2010 ha pubblicato il secondo album Into the Great Wide Yonder, nel quale vengono impiegati maggiormente chitarre e batteria acustica, pur senza tralasciare le sonorità elettroniche. L'anno seguente ha collaborato con l'etichetta LateNightTales per la realizzazione dell'omonima raccolta, uscita a fine maggio, mentre a novembre è stata la volta di Reworked/Remixed, album di remix composto da rifacimenti di brani di Into the Great Wide Yonder e una selezione di brani di vari artisti remixati da Trentemøller negli ultimi cinque anni.

### LosteFixion(2013-2016)
Il 2013 è stato l'anno del terzo album Lost, con il quale l'artista ha sviluppato ulteriormente le sonorità del precedente Into the Great Wide Yonder verso territori più soft e pop, con una maggiore presenza di parti vocali, affidate a vari ospiti internazionali come Johnny Pierce dei The Drums, Kazu Makino dei Blonde Redhead, i Low e Sune Rose Wagner dei The Raveonettes. Il 14 giugno ha tenuto la prima data del tour in supporto a Lost presso l'Hultsfred Festival in Svezia, terminando a fine agosto allo Zurich Open Air in Svizzera. Tra marzo e aprile 2014 Trentemøller si è esibito negli Stati Uniti d'America, facendo ritorno in Europa tra giugno e luglio 2014. A settembre 2014 il musicista ha pubblicato Lost Reworks, contenente una selezione di remix di alcuni brani di Lost realizzati da artisti vari oltreché da Trentemøller stesso.
A settembre 2016 è uscito il quarto album Fixion, composto da dodici brani. Attraverso questo disco Trentemøller ha incorporato una gran quantità di elementi post-punk alla sua musica, senza disdegnarne altri come la disco music o l'elettropop. Al fine di promuovere la pubblicazione, l'artista ha reso disponibili quattro singoli, oltre a un documentario incentrato sulla genesi e la realizzazione dell'album.

### Obverse(2019-2020)
Il 27 settembre 2019 è stato pubblicato il quinto album Obverse, composto da dieci brani. Di essi, quattro sono stati estratti come singoli volti ad anticiparne l'uscita, mentre tra settembre 2019 e gennaio 2020 i restanti brani del disco hanno ricevuto un video.

## Stile musicale
Trentemøller è uno dei DJ più influenti della scena elettronica dei primi anni 2000, noto per essere stato uno dei primi a portare alla massa lo stile minimal ed essersi così affermato nel 2005. In seguito ha cambiato le sue sonorità spostandole verso l'elettronica non senza grandi influenze rock. A tal proposito indicativo della svolta è stato il passaggio dai DJ set ai live set, con la presenza sul suo palco di chitarre, batteria e sintetizzatori, oltre a un consolidato numero di musicisti.
Durante i concerti, Trentemøller fa uso del sequencer Ableton Live, il sintetizzatore Microkorg e il Korg Kaoss Pad 2/3, quest'ultimo per i delay, reverb e reverse più pungenti. In studio di registrazione non tralascia come VST gli strumenti di casa Arturia e tantomeno il Reaktor5 della Native Instruments.

## Discografia

### Album in studio
- 2006 – The Last Resort
- 2010 – Into the Great Wide Yonder
- 2013 – Lost
- 2016 – Fixion
- 2019 – Obverse
- 2022 – Memoria
- 2024 – Dreamweaver

### Album di remix
- 2011 – Reworked/Remixed
- 2014 – Lost Reworks

### Album dal vivo
- 2013 – Live in Copenhagen

### Raccolte
- 2007 – The Trentemøller Chronicles
- 2009 – Harbour Boat Trips - 01: Copenhagen by Trentemøller
- 2011 – LateNightTales: Trentemøller
- 2014 – Early Worx
- 2018 – Harbour Boat Trips Vol. 02: Copenhagen by Trentemøller

### EP
- 2003 – Trentemøller EP
- 2004 – Beta Boy
- 2005 – Physical Fraction
- 2005 – Polar Shift
- 2005 – Sunstroke
- 2006 – Nam Nam E.P.
- 2008 – Live in Concert E.P. - Roskilde Festival 2007
- 2008 – Remixed
- 2009 – Rauta EP (con DJ Lab)

### Singoli
- 2005 – Kink
- 2005 – Serenetti
- 2006 – Rykketid
- 2006 – Always Something Better
- 2007 – African People
- 2007 – Take Me into Your Skin
- 2007 – Moan
- 2007 – An Evening with Bobi Bros/25 Timer (con DJ Tom e Vildtand)
- 2007 – Gamma (con Buda)
- 2008 – Miss You
- 2010 – Sycamore Feeling
- 2010 – ...Even Though You're with Another Girl
- 2010 – Silver Surfer, Ghost Rider Go!!!
- 2011 – Shades of Marble
- 2012 – My Dreams
- 2013 – Never Stop Running
- 2013 – Candy Tongue
- 2013 – Gravity
- 2014 – Deceive
- 2016 – River in Me
- 2016 – Redefine
- 2016 – Complicated
- 2017 – One Eye Open
- 2017 – Hands Down
- 2017 – On a Cold Christmas Night
- 2018 – Transformer Man
- 2019 – Sleeper
- 2019 – In the Garden
- 2019 – Try a Little
- 2019 – Silent Night
- 2021 – Golden Sun
- 2021 – No One Quite like You (feat. Tricky)
- 2021 – In the Gloaming
- 2021 – All Too Soon
- 2021 – Dead or Alive
- 2022 – No More Kissing in the Rain
- 2022 – Into the Silence
- 2024 – A Different Light
- 2024 – Dreamweavers
- 2024 – Nightfall

### Remix
- 1999 – ETA – Ayia Napa
- 2003 – Filur – You & I
- 2003 – B & B International – Decorated with Ornaments
- 2003 – Malou – I Wish
- 2003 – Laid Back – Beautiful Day
- 2003 – Djuma Soundsystem (Atilla Engin) – Les Djinns
- 2004 – Yoshimoto – Du What U Du
- 2004 – Andy Caldwell – Give a Little
- 2004 – Pashka – Island Breeze
- 2004 – The Rhythm Slaves – The Light You Will See
- 2004 – Aya – Uptown
- 2005 – Mathias Schaffhauser – Coincidance
- 2005 – Fred Everything & 20 for 7 – Friday
- 2005 – Vernis – Bubble Bath
- 2005 – Varano – Dead End Street
- 2005 – Pet Shop Boys – Sodom
- 2005 – Sharon Phillips – Want 2/Need 2
- 2005 – Unai – Oh You and I
- 2005 – Martinez – Shadowboxing
- 2005 – Röyksopp – What Else Is There?
- 2005 – The Knife – We Share Our Mothers' Health
- 2006 – Djosos Krost – Chaptor One
- 2006 – Jokke Ilsoe – Feeling Good
- 2006 – Moby – Go
- 2006 – Trentemøller feat. Richard Davis – Always Something Better
- 2007 – Trentemøller feat. Ane Trolle – Moan
- 2008 – Kasper Bjørke – Doesn't Matter
- 2008 – Supermode – Tell Me Why
- 2008 – Modeselektor – The White Flash
- 2008 – Lulu Rouge – Bless You
- 2008 – Booka Shade – Outskirts
- 2009 – Depeche Mode – Wrong
- 2009 – Visti & Meyland – Yes Maam (All Nite Long)
- 2009 – Franz Ferdinand – No You Girls
- 2010 – Mew – Beach
- 2010 – Chimes and Bells – The Mole
- 2011 – M83 – Midnight City
- 2011 – Sleep Party People – The Dwarf and the Horse
- 2011 – The Dø – Too Insistent
- 2012 – David Lynch – Pinky's Dream
- 2012 – The Drums – Days
- 2014 – Jenny Wilson – Pyramids
- 2014 – Ra – Prism
- 2015 – Howl Baby Howl – I Think You Suck!
- 2016 – The Soft Moon – Black
- 2017 – Unkle – Looking for the Rain
- 2021 – Tricky – Like a Stone